# Torymus violae
Torymus violae är en stekelart som först beskrevs av Hoffmeyer 1944.  Torymus violae ingår i släktet Torymus och familjen gallglanssteklar. Inga underarter finns listade i Catalogue of Life.